# Rhytiphora regularis
Rhytiphora regularis är en skalbaggsart som först beskrevs av Charles Joseph Gahan 1893.  Rhytiphora regularis ingår i släktet Rhytiphora och familjen långhorningar. Inga underarter finns listade i Catalogue of Life.